# Maskenahatti, Khanapur
Maskenahatti là một làng thuộc tehsil Khanapur, huyện Belgaum, bang Karnataka, Ấn Độ.